# David Tibet
Pour les articles homonymes, voir Tibet (homonymie).
David Tibet, né  David Michael Bunting le 5 mars 1960 à Batu Gajah en Malaisie est un artiste, poète et musicien britannique, fondateur et seul membre permanent du groupe Current 93.
Il a fréquenté l'Université de Newcastle upon Tyne. Il est également peintre et fondateur du label/maison d'édition Durtro, qui a réédité certains ouvrages d'Eric Stenbock.
Ses paroles relatent souvent des thèmes ésotériques et mystiques ; l'apocalypse est l'un de ses sujets de prédilection.

## Carrière
Tibet quitte Psychic TV en 1983 pour fonder Current 93. Il a collaboré avec un très grand nombre d'artistes issus d'univers musicaux variés. On peut citer parmi ses plus proches et fréquents collaborateurs Steven Stapleton, Michael Cashmore, Douglas P. (de Death in June), Steve Ignorant de Crass, Boyd Rice, Nick Cave, Sven Erik "Maniac" Kristiansen ou Rose McDowall.
En 2016 il sort Create Christ, Sailor Boy, le premier album de Hypnopazūzu, son projet musical en collaboration avec Youth de Killing Joke.